# Terșiv, Starîi Sambir
Terșiv (în ucraineană Тершів) este localitatea de reședință a comunei Terșiv din raionul Starîi Sambir, regiunea Liov, Ucraina.

## Demografie
Componența lingvistică a localității Terșiv
     Ucraineană (100%)
Conform recensământului din 2001, toată populația localității Terșiv era vorbitoare de ucraineană (100%).